# Cyanotis arachnoidea
Cyanotis arachnoidea är en himmelsblomsväxtart som beskrevs av Charles Baron Clarke. Cyanotis arachnoidea ingår i släktet Cyanotis och familjen himmelsblomsväxter. Inga underarter finns listade.